# Klimovsk
Klimovsk (rusky Кли́мовск) je část města Podolsk v Moskevské oblasti v Ruské federaci. Do roku 2015 byl Klimovsk samostatným městem, které mělo při sčítání lidu v roce 2010 přes šestapadesát tisíc obyvatel.

## Poloha a doprava
Klimovsk leží 17 kilometrů jižně od Moskvy. Podolsk, do kterého byl Klimovsk sloučen, se nachází severně od něj. Přes obě města prochází železniční trať z Moskvy do Kursku. Rovněž v severojižním směru prochází východně od obou měst dálnice M2 „Krym“, která se jihovýchodně od Klimovsku mimoúrovňově kříží s dálnicí A107, okružní dálnicí Moskevské oblasti míjející Klimovsk jižně.

## Dějiny
Klimovsk byl založen v první polovině 19. století jako vesnice Klimovka s názvem odvozeným od jejích prvních obyvatel. V roce 1882 se jméno změnilo na Klimovsk – tou dobou už měl Klimovsk továrnu a městský charakter, ale formálně byl na město povýšen až v roce 1940.
Dne 18. června 2015 byl Klimovsk sloučen do Podolska.